# 福岡大学応援指導部
福岡大学応援指導部（ふくおかだいがくおうえんしどうぶ）は福岡大学の体育部会所属の応援組織。

## 概要
応援団（リーダー）、チアリーダー（KEITS）、吹奏楽団の3部によって構成される。硬式野球部など体育部会の応援活動の他、附属の高校や博多どんたく港まつりの演舞台出演、同窓会組織である有信会でのステージど学内外において多くのイベントに参加している。
九州応援推進ネットワーク加盟。

## 歴史
2012年…それまで部員が不在で休部状態であった応援団が一人の新入生により復活を果たす。
2013年…7人の新入生が入部し、本格的に活動が再開される。
2015年…21年ぶりの演武会となる「応援団と共に」が福岡市城南市民センターにて開催される。
2018年…創団60周年。この年には初の試みとして全日本学生応援団連盟の連盟祭に招待出演という形で初参加。

## 校歌・応援歌
- 福岡大学校歌
- 第一応援歌  「覇者の道」
- 第二応援歌  「我らが福大」
- 第三応援歌  「マルンの旗」
- 第四応援歌   「ラデンの旗」
- 第五応援歌   「勝利の旗」
- 七隈とんび
- 福大節
- 応援団小唄
- 福大どんたく
- 福大音頭
- 上り下り
- 逍遥歌
- 油山逍遥
- 博多子守唄